# 臺灣臺中地方檢察署
臺灣臺中地方檢察署（簡稱為台中地檢署或中檢）為負責臺中市全市的檢察機關。

## 沿革
於日治時期為「臺灣臺中地方法院檢察局」，設址於現今之臺中市西區自由路一段91號，管轄區域為臺中州，中華民國接管臺灣後更名為「臺灣臺中地方法院檢察處」。
1950年10月15日，大臺中縣劃分為臺中縣、臺中市、彰化縣及南投縣。
1968年8月31日，臺灣彰化地方法院檢察處成立，劃出彰化轄區。
1982年7月，增設「臺灣臺中地方法院檢察署南投檢察官辦公室」。
1989年12月24日，為配合《法院組織法》之修正，更名為「臺灣臺中地方法院檢察署」，機關首長首席檢察官改稱檢察長。
1994年7月1日，南投檢察官辦公室獨立為臺灣南投地方法院檢察署，台中地檢署管轄區剩臺中市、臺中縣；2010年12月25日臺中縣市合併升格為直轄市後，統稱臺中市。
2018年2月8日，全國檢察署正式去掉「法院」二字，直接命名地方檢察署。

## 歷任首長
| 姓名   | 任期                        |
| ------ | --------------------------- |
| 魏德昌 | 57年10月21日 ~ 60年3月1日   |
| 石明江 | 60年3月1日 ~ 64年9月25日    |
| 鍾艮樂 | 64年9月25日 ~ 68年1月23日   |
| 呂玉介 | 68年1月23日 ~ 70年9月29日   |
| 劉景義 | 70年9月29日 ~ 74年7月1日    |
| 李光化 | 74年7月1日 ~ 79年2月7日     |
| 張順吉 | 79年2月7日 ~ 79年9月17日    |
| 王炳輝 | 79年9月17日 ~ 86年8月6日    |
| 陳聰明 | 86年8月6日 ~ 88年4月29日    |
| 施茂林 | 88年4月29日 ~ 89年6月27日   |
| 朱 楠  | 89年6月27日 ~ 90年4月27日   |
| 王添盛 | 90年4月27日 ~ 92年7月31日   |
| 陳守煌 | 92年7月31日 ~ 94年3月16日   |
| 江惠民 | 94年3月16日 ~ 96年4月12日   |
| 張斗輝 | 96年4月12日 ~ 102年3月11日  |
| 楊秀美 | 102年3月11日 ~ 105年7月18日 |
| 張宏謀 | 105年7月18日 ~ 108年1月31日 |
| 陳宏達 | 108年1月31日 ~ 109年3月13日 |
| 毛有增 | 109年3月13日 ~ 110年5月5日  |
| 黃謀信 | 110年5月5日 ~ 111年5月20日  |
| 郭永發 | 111年5月20日 ~ 112年5月3日  |
| 張介欽 | 112年5月3日 ~               |

## 管轄區域
| 縣/市  | 區域 | 備註 |
| 管轄   | 管轄 | 管轄 |
| ------ | --- | ---- |
| 臺中市 | 中區 東區 南區 西區 北區 北屯區 西屯區 南屯區 太平區 大里區 霧峰區 烏日區 豐原區 后里區 石岡區 東勢區 和平區 新社區 潭子區 大雅區 神岡區 大肚區 沙鹿區 龍井區 梧棲區 清水區 大甲區 外埔區 大安區 | 29區 |

## 機關組織
- 檢察長
- 襄閱主任檢察官
- 檢察官室（主任檢察官室）
- 檢察事務官室
- 書記處
  - 紀錄科
  - 執行科
  - 文書科
  - 總務科
  - 研考科
  - 資料科
  - 法警室
- 觀護人室
- 法醫室
- 人事室
- 會計室
- 統計室
- 政風室
- 資訊室

## 備註
1. ↑  1989年12月前為首席檢察官

## 外部連結
- 歷史沿革 （页面存档备份，存于）.臺灣臺中地方檢察署
- 臺灣臺中地方檢察署 （页面存档备份，存于）
- 臺灣臺中地方檢察署的Facebook專頁
- 中檢好拍網（中檢柑仔店）的Facebook專頁
- 臺中地檢署反賄選專頁的Facebook專頁
- YouTube上的臺灣臺中地方檢察署頻道